# Paolo Orsi Mangelli
Il conte Paolo Orsi Mangelli (Forlì, 1880 – Sanremo, 22 luglio 1977) è stato un imprenditore italiano, fondatore della ditta SAOM-OMSA; fu anche uno dei più importanti allevatori italiani di cavalli, tanto da essere detto, ancora in vita, "il padre del trotto italiano".

## Biografia
Paolo Orsi Mangelli, appartenente ad una famiglia forlivese di antica nobiltà, appunto gli Orsi Mangelli, è stato un imprenditore attivo ed innovatore in svariati campi.
Si è segnalato dapprima per le attività agricole: produzione di frutta con metodi moderni, insegnati anche ai piccoli coltivatori; introduzione in Romagna della coltura del tabacco; avviamento di una moderna industria casearia. Poi ha fondato:
- a Forlì la ditta SAOM, Società Anonima Orsi Mangelli, per la filatura della seta e la produzione di fibre artificiali: qui produsse un particolare tipo di poliammide che registrò sotto il nome di Forlion, in onore della città di Forlì[3];
- a Faenza la ditta OMSA (anagrammando la sigla), nota per le sue calze.[4]

Nel 1929, fondò, a Forlì, con capitali in parte stranieri, la Sidac, la prima ditta italiana per la produzione di cellophane.
Appassionato di cavalli, fondò la scuderia Orsi Mangelli, universalmente nota per le vittorie conseguite dai suoi campioni.
Nel 1942, lavorò alla stesura della cosiddetta “Legge Mangelli” (24 marzo 1942) che riservava all'UNIRE «la facoltà di esercitare totalizzatori e scommesse al libro per le corse dei cavalli».
Muore nel luglio 1977 a Sanremo per un blocco renale. In suo onore è stato intitolato a fine anni '70 l'omonimo Gran Premio. 

### Famiglia
Ha avuto un figlio, Orsino, che ha continuato le sue attività di imprenditoria nel mondo ippico e tessile, morendo a sua volta nello stesso anno del padre in una clinica bolognese.